# Valea Vadului
Valea Vadului – wieś w Rumunii, w okręgu Kluż, w gminie Iara. W 2011 roku liczyła 44 mieszkańców.